# تروند فريدريك لودفيغسين
تروند فريدريك لودفيغسين (بالنرويجية البوكمول: Trond Fredrik Ludvigsen)‏ هو لاعب كرة قدم نرويجي في مركز الهجوم، ولد في 22 يونيو 1982 في ألتا في النرويج. شارك مع منتخب النرويج تحت 16 سنة لكرة القدم ومنتخب النرويج تحت 17 سنة لكرة القدم ومنتخب النرويج تحت 18 سنة لكرة القدم ومنتخب النرويج تحت 19 سنة لكرة القدم ومنتخب النرويج تحت 21 سنة لكرة القدم. أما مع النوادي، فقد لعب مع نادي بران ونادي بودو/غليمت ونادي روسنبورغ ونادي سترومسغودست.

## وصلات خارجية
- تروند فريدريك لودفيغسين على موقع اتحاد النرويج (النرويجية)
- تروند فريدريك لودفيغسين على موقع قاعدة بيانات كرة القدم.إي يو (الإنجليزية)
- تروند فريدريك لودفيغسين على موقع بيانات كرة القدم. دي إي (الألمانية)